# Dengkou
Dengkou (chiń. 磴口县; pinyin: Dèngkǒu Xiàn) – powiat w północnych Chinach, w regionie autonomicznym Mongolia Wewnętrzna, w prefekturze miejskiej Bayan Nur. W 1999 roku liczył 119 335 mieszkańców.